# Enfield, New Hampshire
Enfield är en kommun (town) i Grafton County i delstaten New Hampshire, USA med 4 582 invånare (2010). Kommunen har enligt United States Census Bureau en area på 111,6 km².